# Král komedie
Král komedie (v anglickém originále The King of Comedy) je americká filmová komedie z roku 1983. Režisérem filmu je Martin Scorsese. Hlavní role ve filmu ztvárnili Robert De Niro, Jerry Lewis, Diahnne Abbott, Sandra Bernhard a Shelley Hack.

## Děj
Rupert Pupkin je ambiciózní stand-up komik, který se snaží nastartovat svou kariéru. Po setkání s Jerrym Langfordem, úspěšným komikem a moderátorem talk-show, Rupert věří, že konečně přišel jeho průlom. Pokouší se získat místo v Langfordově pořadu, ale je neustále odmítán jeho zaměstnanci, zejména Cathy Longovou, a nakonec i samotným Langfordem. Cestou se Rupert oddává propracovaným a posedlým fantaziím, ve kterých jsou on a Langford kolegové a přátelé.
V naději, že zapůsobí, si Rupert pozve společnici Ritu, aby ho doprovázela, když přijede bez pozvání do Langfordova venkovského sídla. Když se Langford vrátí domů a najde Ruperta a Ritu, jak se zabydlují, rozzlobeně jim řekne, aby odešli. Rupert stále ignoruje Jerryho odmítání a naléhání Rity, dokud Jerry konečně neodpoví, že mu řekl, že mu může zavolat, jen aby se ho zbavil. Rupert se nakonec hořce slibuje pracovat "50krát tvrději" a konečně odchází.
Rupert, vyčerpaný z odmítnutí, zosnuje s pomocí Mashi, další stalkerky, která je Langfordem podobně posedlá, únos. Jako výkupné Rupert požaduje, aby mu bylo dáno úvodní místo v Langfordově pořadu (který hostuje Tony Randall) a aby byl pořad vysílán normálním způsobem. Šéfové televize, právníci a FBI na jeho požadavky přistoupí s tím, že Langford bude po odvysílání pořadu propuštěn. Mezi natáčením pořadu a vysíláním má Masha "rande snů" s Langfordem, který je přivázaný k židli v domě jejích rodičů na Manhattanu. Langford ji pod záminkou svádění přesvědčí, aby ho odvázala, načež se zmocní zbraně, jenže zjistí, že jde o hračkářskou pistoli nabitou vadnými kuličkami. Uštědří Mashe facku, aby ji zkrotil, a prchá do centra města, kde s hněvem sleduje Rupertův kompletní stand-up na řadě televizních obrazovek.
Rupertovo vystoupení je mezitím publikem ve studiu dobře přijato. Ve svém vystoupení popisuje své problémové dětství a současně se směje své situaci. Rupert své vystoupení ukončí přiznáním publiku, že unesl Langforda, aby pronikl do showbyznysu. Zatímco se diváci stále smějí (v domnění, že jde o součást vystoupení), Rupert reaguje slovy: "Zítra zjistíte, že jsem si nedělal legraci a všichni si budete myslet, že jsem blázen. Ale já to vidím takhle: raději být králem na jednu noc než celý život hlupákem." Poté, co ukázal vysílání Ritě v jejím baru, se hrdě podvoluje zatčení, zatímco agenti FBI vyjadřují nelibost nad jeho vtipy.
Film končí reportáží o Rupertově zločinu, jeho šestiletém trestu odnětí svobody a podmínečném propuštění po dvou letech. Reportáž je doplněna sestřihem výkladních skříní nabízejících jeho „dlouho očekávanou“ autobiografií King for a Night (Král na jednu noc). V knize Rupert stále považuje Langforda za svého přítele a mentora a zvažuje několik "lákavých nabídek", včetně komediálních turné a filmové adaptace svých pamětí. Rupert později vystupuje na pódiu v rámci televizního speciálu s živým publikem, kde ho hlasatel nadšeně představuje jako Krále komedie, zatímco se Rupert připravuje na své vystoupení. Hlasatel sedmkrát opakuje „Dámy a pánové, Rupert Pupkin“ nebo podobné variace, zatímco publikum nepřetržitě tleská a Rupert se na ně usmívá, mává jim a klaní se.

## Obsazení
| Robert De Niro  | Rupert Pupkin  |
| Jerry Lewis     | Jerry Langford |
| Diahnne Abbott  | Rita Keane     |
| Sandra Bernhard | Masha          |
| Shelley Hack    | Cathy Long     |
| Tony Randall    | sebe           |
| Ed Herlihy      | sebe           |
| Martin Scorsese | muž v dodávce  |

## Ocenění
Paul D. Zimmerman získal za scénář k tomuto filmu cenu BAFTA. Na stejnou cenu byli nominováni i Robert De Niro, Jerry Lewis, Martin Scorsese a Thelma Schoonmaker.